# St-Cyr (Lançon)

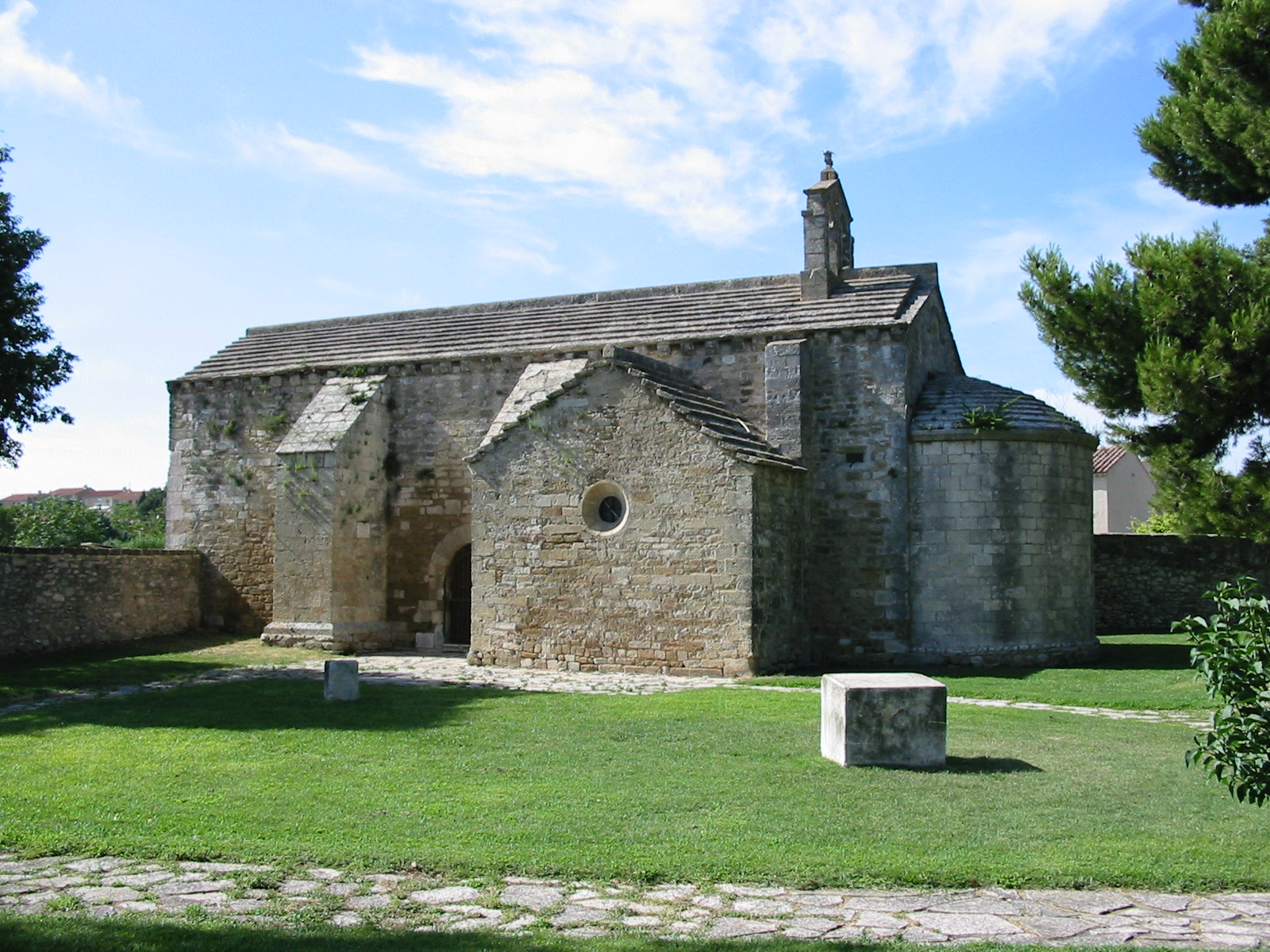
Kapelle Saint-Cyr in Lançon

Die römisch-katholische Kapelle Saint-Cyr in Lançon, einer französischen Gemeinde im Département Bouches-du-Rhône in der Region Provence-Alpes-Côte d’Azur, wurde im 11. Jahrhundert errichtet. Die Kapelle am Fuße des befestigten Ortes ist seit 1926 ein geschütztes Kulturdenkmal (Monument historique).

## Geschichte
Die Kapelle, die zu Ehren des heiligen Cyriacus geweiht ist, befindet sich inmitten des ehemaligen Friedhofs.

## Architektur
Die kleine Kapelle ist aus Hausteinen gemauert und das Satteldach ist mit Steinplatten gedeckt, ebenso wie der halbrunde Chor. Die Kapelle mit nur einem Schiff bestehend aus drei Jochen wird von einem Tonnengewölbe abgeschlossen. Die zwei tonnengewölbten Seitenkapellen vermitteln den Eindruck eines Querhauses. Das Portal der Kapelle befindet sich an der Südfassade zwischen der südlichen Seitenkapelle und einem mächtigen Strebepfeiler. Auf dem Dach sitzt ein offener Glockenturm mit einer Glocke.